# Фатьяново (Тарногский район)
Фатьяново — упразднённая деревня в Тарногском районе Вологодской области.
Входила в состав Заборского сельского поселения, с точки зрения административно-территориального деления — в Заборский сельсовет.
Расстояние по автодороге до районного центра Тарногского Городка — 24 км, до центра муниципального образования Красного — 1 км. Ближайшие населённые пункты — Красное, Сметанино, Струково.
По переписи 2002 года население — 61 человек (32 мужчины, 29 женщин). Всё население — русские.
Упразднена 21 июля 2023 года путём присоединения к селу Красное.